# گروبلا (استان اشوی‌داشکسیه)
گروبلا (به لهستانی: Grobla) یک منطقهٔ مسکونی در لهستان است که در گمینا رتویانه واقع شده‌است. گروبلا ۱۷۷٫۱ متر بالاتر از سطح دریا واقع شده‌است.